# کرم نوک‌سفید برنج
کرم نوک‌سفید برنج (نام علمی: Aphelenchoides besseyi) نام یک گونه از رده جداییان است.